# Einzigenhöfen
Einzigenhöfen ist ein Gemeindeteil der Stadt Helmbrechts im Landkreis Hof (Oberfranken, Bayern). Einzigenhöfen liegt in der Gemarkung Baiergrün.

## Geografie
Der aus zwei Siedlungsteilen bestehende Weiler liegt am Flachhang zum Baiergrüner Bach. Die Staatsstraße 2194 führt nach Kollerhammer (1,6 km südöstlich) bzw. nach Rauhenberg (0,7 km südwestlich).

## Geschichte
Einzigenhöfen gehörte zur Realgemeinde Baiergrün. Gegen Ende des 18. Jahrhunderts bestand Einzigenhöfen aus zwei Anwesen. Die Hochgerichtsbarkeit stand dem bayreuthischen Vogteiamt Schauenstein zu. Das bayreuthische Kastenamt Kulmbach war Grundherr beider Anwesen.
Von 1797 bis 1810 unterstand Einzigenhöfen dem Justiz- und Kammeramt Naila. Infolge des Ersten Gemeindeedikts wurde Einzigenhöfen dem 1812 gebildeten Steuerdistrikt Baiergrün und der zugleich entstandenen Ruralgemeinde Baiergrün zugewiesen. Im Zuge der Gebietsreform in Bayern wurde Einzigenhöfen am 1. Juli 1972 nach Helmbrechts eingemeindet.

### Baudenkmäler
- Bachbrücke am Baiergrüner Bach und nahe der Gemarkungsgrenze zu Schwarzenbach am Wald: Marmorner Grenzstein. Der Grenzstein trägt auf der Ostseite die Jahreszahl 1573 und das Hohenzollernschild als Wappen des Markgraftums Brandenburg-Bayreuth. Auf der Westseite zeigt er einen aufsteigenden Löwen mit Schrägleiste als Hoheitssymbol des Hochstifts Bamberg.[8][9]

ehemalige Baudenkmäler
- Haus Nr. 39: Zweigeschossiges Satteldachhaus mit Gauben, errichtet 1770; verputzt massives Erdgeschoss, in jüngster Zeit zu Garagen umgebaut (Ursprünglich Wohnstallhaus), Obergeschoss Fachwerk mit Andreaskreuzen, Ausfachung mit Lehmziegeln, teilweise verbrettert.[10]
- Haus Nr. 46: Zweigeschossiges Wohnstallhaus mit Krüppelwalmdach, wohl noch 18. Jahrhundert; Erdgeschoss verputzt massiv, Obergeschoss Fachwerk, längsseitig verputzt, Giebel verschiefert bzw. verbrettert.[10]

### Einwohnerentwicklung
| Jahr      | 001819 | 001861 | 001871 | 001885 | 001900 | 001925 | 001950 | 001961 | 001970 | 001987 |
| Einwohner | *      | 41     | 36     | 37     | 30     | 22     | 25     | 20     | 25     | 29     |
| Häuser    |        |        |        | 3      | 5      | 5      | 4      | 4      |        | 4      |
| Quelle    | [ 12 ] | [ 13 ] | [ 14 ] | [ 15 ] | [ 16 ] | [ 17 ] | [ 18 ] | [ 19 ] | [ 20 ] | [ 1 ]  |

## Religion
Einzigenhöfen ist evangelisch-lutherisch geprägt und bis heute nach St. Bartholomäus (Schauenstein) gepfarrt.